# Gurasada
Gurasada é uma comuna romena localizada no distrito de Hunedoara, na região histórica da Transilvânia. A comuna possui uma área de 92.95 km² e sua população era de 1622 habitantes segundo o censo de 2007.